# Codex Alimentarius
Codex Alimentarius (Latinski “Knjiga, propisi ili zbornik zakona o hrani”)je zbir međunarodno priznatih standarda, pravila postupanja, smernica i drugih preporuka vezanih za hranu, proizvodnju hrane i bezbednost hrane za upotrebu.
Do dvadestog veka hrana se uglavnom konzumirala tamo gde se i proizvodila. Tokom dvadesetog veka su stvorene mogućnosti transporta, čuvanja i kupovine-prodaje hrane na velikim rastojanjima pa je trebalo uspostaviti svetske standarde za sve zemlje. U pitanju su određenja ograničenja u smislu zaštite zdravlja ali ta ograničenja često za nerazvijene zemlje znače i ograničenja u smislu mogućnosti prodaje na razvijenijim tržištima. Da bi trgovina bila pravična i da ne bi bilo ograničenja koja diskvalifikuju slabije proizvođače ustanovljen je ovaj Kodeks.
Ove standarde je razvila i održava ih Komisija Codex Alimentarius, telo koje je osnovano novembra 1961 od strane UN (Ujedinjenih nacija) tj. Fao-a (organizacija UN za poljoprivredu i hranu). Ovom projektu su se pridružila takođe WHO (Svetska zdravstvena organizacija takođe pod patronatom UN).
Glavni ciljevi Komisije su zaštita potrošača i osiguranje pravedne prakse u međunarodnoj trgovini hranom.
Codex Alimentarius je prepoznat od strane STO (Svetska trgovinska organizacija) kao međunarodne referentne tačke za rešavanju sporova se odnosi na sigurnost hrane i zaštitu potrošača.

## Opseg
Codex Alimentarius službeno pokriva sve namirnice, obrađene, polu-prerađene hrane ili sirove. Najveća pažnja je koncentrisana na hranu koja se prodaja direktno potrošačima. Osim standarda za određene namirnice, Codex Alimentarius sadrži opšte standarde koji pokrivaju pitanja poput označavanja hrane, higijene hrane, prehrambenih aditiva i ostataka pesticida, i procedure za procenu sigurnosti hrane dobivenih iz savremene biotehnologije.
Kodeks takođe sadrži smernice za potupke uvoza i izvoza kao i inspekcije i sertifikacije sistema za hranu.
Codex Alimentarius je objavljen na arapskom, kineskom, engleskom, francuskom, španskom i ruskom jeziku. Nisu svi tekstovi dostupni na svim jezicima.

## Opšte
- Hrana označavanje (opšti standard, smernice o navođenju hranjivosti, smernice o označavanju proizvoda)
- Prehrambeni aditivi (opšti standard, specifikacija za klasifikaciju hrane u smislu prisustva hemikalija)
- Kontaminacija hrane (opšti standard, tolerancije za određene kontaminante uključujući radionuklide, aflatoksine i druge mikotoksine)
- Pesticidi i veterinarski hemijski ostaci u hrani (najveće dodozvoljene vrednosti)
- Procjena rizika i postupci za utvrđivanje sigurnosti hrane koja je dobijena iz biotehnologije (DNK-modificirane biljake, DNK-modificirani organizami, alergeni)
- Higijena hrane (opšti principi, pravila higijenske prakse u određenim industrijama ili s hranom objekata, smernice za korištenje analize opasnosti i kritične kontrolne tačke ili "HACCP sistem")
- Metode analize i uzorkovanja

## Posebni standardi
- Mesni proizvodi (sveže, smrznuto, prerađeno meso i perad)
- Riba i riblji proizvodi (pomorski, sveže vode i ribnjaci)
- Mleko i mlečni proizvodi
- Hrana za posebnu ishranu (diete i posebni prehrambeni proizvodi za bebe i dečju hranu)
- Sveže i prerađeno povrće, voće i voćni sokovi
- Žitarice i proizvodi koji potiču od žitarica, sušene mahunarke
- Masti, ulja i proizvodi koji se dobijaju postupcima kao margarin
- Razni prehrambeni proizvodi (čokolada, šećer, med, mineralna voda)

## Kontroverze
Kontroverze oko Codex Alimentariusa se odnosi na percepciju da je to obavezno standard za sigurnost hrane, uključujući vitamine i mineralne dodatake.
Pristalice Codex Alimentarius reći da je to dobrovoljni referentni standard za hranu i da ne postoji obveza država da usvoje ove standarde kao pripadnik bilo Kodeksa ili bilo koje druge međunarodne trgovinske organizacije.
Sa tačke gledišta protivnika Kodeksa, jedan od glavnih uzroka zabrinutosti je da je Codex Alimentarius priznat od strane Svetske trgovinske organizacije kao međunarodni referentni standard za rešavanje sporova o sigurnosti hrane i potrošača. Sa druge strane, pristalice tvrde da upotreba Codex Alimentariusa u međunarodnim sporovima ne isključuje korišćenje i drugih referenci ili naučnih studija kao dokaz sigurnosti hrane i zaštite potrošača.

## Codex Alimentarius u Srbiji
Codex Alimentarius u Srbiji je dočekan sa veoma negativnim konotacijama, što se može videti i nekoliko dole navednih sajtova.

## Spoljašnje veze
- http://www.codexalimentarius.org/ Sajt Codex Alimentariusa
- http://www.fao.org/docrep/w9114e/w9114e00.htm Fao - razumevanje Codex Alimentariusa
- Codex alimentarius – zavera najbogatijih kompanija
- https://web.archive.org/web/20121201070309/http://dzonson.wordpress.com/2010/12/31/codex-alimentarius-javno-upozorenje-gradjanima-srbije/ Codex Alimentarius javno upozorenje građanima Srbije